# Тарантелла (фильм)
Тарантелла — короткометражный дебютный фильм режиссёра Кристофера Нолана. Он спродюсировал его вместе с кинематографистом Роко Беликом где-то между 1989 и 1990 годами, ещё до того как он стал известным благодаря таким фильмам, как «Помни» и «Престиж». Нолан и Белик, помимо того что выступили продюсерами фильма, также сами сыграли в нём.

## Сюжет
Сюжет фильма прост — двое мужчин играют в шахматы в пустынном городе. Один из них выигрывает и уходит, а проигравший остается один.

## О фильме
Продолжительность фильма — около 5 минут (если быть точнее 4:47). Фильм цветной, с использованием интересных ракурсов и монтажа.
Демонстрирует характерные для раннего творчества Нолана темы одиночества, потери и фатализма. Показывает стиль и визуальный язык режиссёра.

## Показ
Фильм «Тарантелла» демонстрировался ежиножды, в 1313 эпизоде телепередачи «Image Union» 12 сентября 1990 года. «Image Union» была телесериалом, созданным Томом Вайнбергом, который выходил на телеканале WTTW в Чикаго. Он демонстрировал независимые фильмы, созданные художниками, активистами и общественными группами.

## Отсылки
Название фильма отсылает к одноимённому итальянскому танцу, отличающемуся высоким темпом и ритмичностью. Возможно, это связано с динамикой шахматной партии.

## Интересные факты
- В фильме нет диалогов, только музыка и шумовые эффекты. Визуальный ряд и монтаж создают напряжение.
- Съемки проходили всего за одну ночь. Нолан снимал на 16-миллиметровую цветную пленку, чтобы придать фильму атмосферность.
- Весь процесс - от идеи до готового фильма - занял у Нолана около 11 дней.
- Изначально Нолан предлагал главные роли своим друзьям, но те отказались, и ему пришлось искать актёров через объявление.
- Музыка к фильму была написана другом Нолана Дэвидом Джулианом всего за один день.
- Сам Нолан оценивал этот фильм как эксперимент и учёбу режиссуре и монтажу.
- Многие мотивы и приемы из "Тарантеллы" Нолан развил в своих последующих полнометражных фильмах.
- Оригинальная 16-мм копия фильма хранится в архиве Нолана.

## Дальнейшая судьба
Том Вайнберг, создатель «Image Union», основал Архив независимого видео в 2003 году. На этом сайте представлено более 8000 видео, включая более 150 эпизодов «Image Union». Однако изначально эпизод 1313 не входил в эту коллекцию.
В марте 2021 года Генри Адамс начал личные поиски утерянного фильма «Тарантелла». Он написал электронное письмо Том Вайнбергу, который связал его с Джейми Сизером, продюсером «Image Union» в то время, когда вышел в эфир эпизод с «Тарантеллой». Сизер связался с библиотекарем WTTW, чтобы попытаться найти эпизод в архивах. 21 апреля 2021 года Адамс получил электронное письмо о том, что библиотекарь WTTW нашел фильм. В мае эпизод был оцифрован и в конечном итоге отправлен в Media Burn. 12 июля 2021 года Media Burn загрузил эпизод 1313 «Image Union» на Vimeo. Из-за несогласованности только 17 июля 2021 года Генри Адамс обнаружил, что эпизод был загружен.
11 августа 2021 года компания Syncopy Inc., принадлежащая Кристоферу Нолану, обнаружила загрузку на YouTube и выдвинула претензию об авторских правах. 16 августа 2021 года видео также было удалено с Vimeo (официальная загрузка эпизода Image Union) и archive.org, также компанией Syncopy от имени Кристофера Нолана. Загрузка на archive.org ранее была доступна только по ссылке на этой странице, так что, вероятно, кто-то из команды Нолана следил за Lost Media Wiki. Несколько копий все ещё существуют в Интернете, в основном на неанглоязычных сайтах.

## Критика
Многие критики отмечали в «Тарантелле» характерные для раннего творчества Нолана темы одиночества, потери и фатализма. Фильм демонстрирует визуальный стиль и рассказ без слов, которые в дальнейшем станут отличительными чертами режиссёра.